# Питт, Джон Ингрэм
Джон Ингрэм Питт (англ. John Ingram Pitt; 13 марта 1937, Wamberal — 24 марта 2022) — австралийский миколог, микробиолог, специалист по роду Penicillium и грибам на пищевых продуктах.

## Биография
С 1954 года работал в Отделении по сохранности продуктов питания Государственного объединения научных и прикладных исследований. В 1964 году получил степень магистра в Университете Нового Южного Уэльса.
В 1968 году Питт защитил диссертацию доктора философии в Калифорнийском университете в Дейвисе.
Занимается исследованиями грибов на пищевых продуктах. В 1979 году опубликовал систему классификации крупного рода Penicillium, в 1985 году в соавторстве с Эйлсой Хокинг напечатал монографию «Грибы и порча пищи», переизданную в 1997 году.
С 1970 года Питт — член Австралийского общества микробиологии. Один из организаторов IX Международного микологического конгресса в Сиднее (1999). Член Австралийской академии технологических наук и инженерного дела с 1998 года.
В 2000 году избран пожизненным почётным членом Австралийского общества микробиологии.
Скончался 24 марта 2022 года.

## Некоторые публикации
- Pitt J. I. The genus Penicillium and its teleomorphic states Eupenicillium and Talaromyces. — London, 1979. — 634 p.
- Pitt J. I. A Laboratory guide to common Penicillium species. — 3rd edition. — North Ryde, 2000. — 197 p.

## Грибы, названные именем Дж. Питта
- Cornutispora pittii D.Hawksw. & Punith., 2003
- Penicillium pittii Quintan., 1985 — Talaromyces pittii (Quintan.) Samson et al., 2011